# Callitroideae
Callitroideae é uma das sete subfamílias em que se divide a família Cupressaceae, agrupando 10 géneros com numerosas espécies.

## Géneros
A subfamília das cupresoideas comprende dez géneros com espécies extantes:
- Subfamilia Callitroideae Saxton [1]
  - Callitris Vent.
  - Actinostrobus Miq.
  - Widdringtonia Endl.
  - Diselma Hook.f.
  - Fitzroya Hook.f. ex Lindl.
  - Austrocedrus Florin & Boutelje
  - Libocedrus Endl.
  - Pilgerodendron Florin
  - Papuacedrus H.L.Li